# Залізниці Словацької республіки

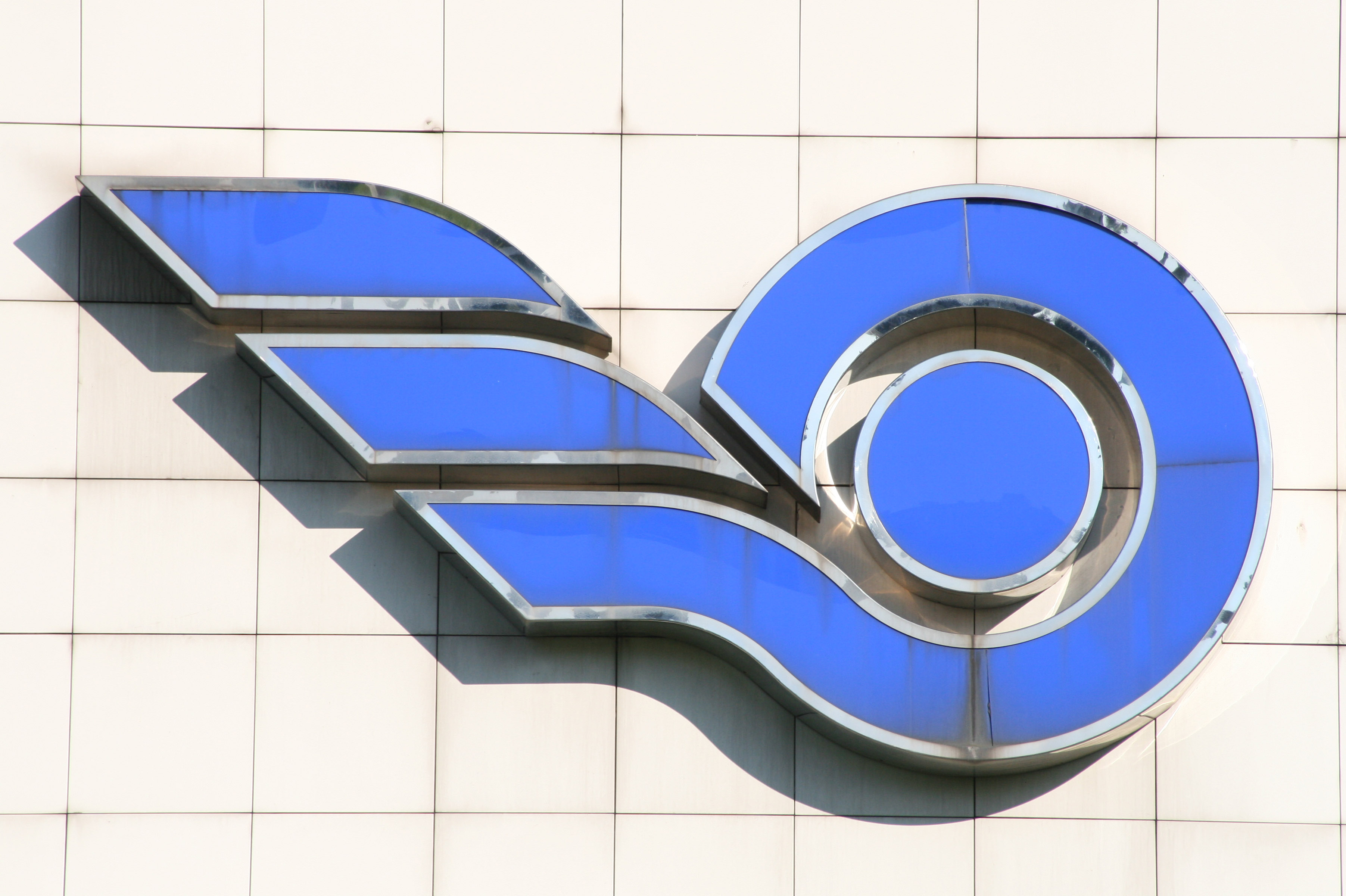
Логотип ŽSR

Železnice Slovenskej republiky (ŽSR) — державне підприємство, установа, відповідальна за управління залізничною мережею Словаччини, до 2001 також залізничний перевізник.
Підприємство було наступником Чехословацьких залізниць (ČSD) на території Словаччини, після поділу Чехословаччини 1993 року. До 1996 мало офіційну монополію на залізничні перевезення, після того було фактичним монопольним перевізником. 1 січня 2002 підприємство поділено, залишаючи ŽSR тільки управління інфраструктурою. Натомість залізничними перевезеннями стала займатися спілка Železničná spoločnosť, поділена згодом з 1 січня 2005 на Železničná spoločnosť Slovensko (ŽSSK), яка займається пасажирськими перевезеннями i Železničná spoločnosť Cargo Slovakia, яка займається товарними перевезеннями.